# 安娜·格里马尔迪
安娜·格里马尔迪（英語：Anna Grimaldi，1997年2月12日—），新西兰女子田径运动员。她曾代表新西兰参加2016年和2020年夏季残疾人奥林匹克运动会田径比赛，获得二枚金牌。